# Попільня
Попі́льня — селище в Житомирському районі, центр Попільнянської селищної територіальної громади. Розташоване на південному сході Житомирської області. Значну роль у житті селища відіграє залізнична лінія Фастів—Козятин, що розділяє його практично навпіл на північну та південну частини, та розміщена на ній однойменна залізнична станція Попільня, що розташована в самому центрі населеного пункту.
У північній частині Попільні зосереджені основні державні установи, будинок культури, магазини, ринок, гімназія, 2 дитсадки, автостанція, лікарня тощо. Тут також знаходиться центральна вулиця Попільні — вулиця Богдана Хмельницького. У цій частині розташований єдиний у селищі мікрорайон, забудований виключно багатоквартирними житловими будинками (в-основному, двоповерховими). Основні вулиці цієї частини (окрім центральної) — Героїв Майдану, Київська, 40-річчя Перемоги, Віталія Шайдюка.
Південна частина селища переважно забудована приватними житловими будинками. Тут діє дитячий садочок, декілька магазинів. У повсякденному спілкуванні місцеві жителі для позначення цієї частини селища вживають назву «за путями».
Біля північно-західного краю Попільні бере свій початок невеличка річка Лозинка, котра біля села Миролюбівка впадає до річки Унава. На північній околиці селища та села Попільні знаходиться Попільнянський ліс — лісовий заказник місцевого значення (статус з 1967 р.).

## Назва
Назва «Попільня» походить від слова попіл. Починаючи з XIV ст. в Україні, на Поліссі й у Лісостепу, розвивалось виробництво поташу, який виробляли з попелу спалених дерев. Біля кожного такого виробництва була так звана попільня (попельня) — приміщення, де зберігали попіл і технологічно його обробляли.
За іншим переказом, під час нападу татари спалили поселення та воно пізніше відродилося з попелу. Існує також легенда, що стверджує, ніби тут першим випалив ділянку й поселився лісник з Паволочі Попелюх.

## Історія

### Заснування селища
Селищу Попільня вже понад 150 років. Воно започатковане 1870 року, коли була відкрита залізниця, яка з'єднала Київ та Одесу. Дорога пролягла поблизу села Попільні і тому споруджена тут цього ж року станція дістала назву Попільня. Першими спорудами станції Попільня був будинок начальника залізничної станції та вокзал.. У наш час будівля залізничного вокзалу, одноповерхова службова будівля (праворуч від вокзалу) та розташований поряд станційний пакгауз є єдиними зразками дорадянської забудови селища. Водогінна башта станції була збудована вже у радянський час.
Протягом 1880–1923 рр. селище біля залізничної станції Попільня відносилося до Попільнянської волості Сквирського повіту Київської губернії, у ньому 1900 року налічувалося лише 18 будинків, проживало 106 мешканців, при станції була поштово-телеграфна станція, аптека, постоялий двір, буфет та пивна лавка. При цьому, у сусідньому селі Попільні (центрі волості) на той час налічувалося 281 будинок, 1616 мешканців, діяли церква, церковно-приходська школа, 2 вітряки та казенна винна лавка, а також, працював фельдшер.
Попільнянська волость охоплювала дев'ять населених пунктів (1 містечко, 5 сіл, 3 малих села), населення становило 11 633 жителя (з них 41 католицького віросповідання, 5 штундів (можливо, представників інших протестантських течій), 330 євреїв). У волості налічувалося 18 744 десятин землі, у тому числі, 10 340 десятин належали власникам великих маєтків, 7 894 десятин були волосними землями, 362 десятин були церковними землями.

### Попільня в ХХ столітті.
1910 року будується залізнична гілка Попільня — Сквира. У Попільні починає працювати крохмальний завод.
1920 року в Попільні налічується 30 будинків і проживало близько 300 чоловік населення.
1923 року Попільня стає районним центром.. Тут з'явилися нові адміністративні та житлові будівлі. Впродовж 1923-1925 років побудовано нові вулиці — Радянська, Богдана Хмельницького, Пролетарська. 1925 року в Попільні за рахунок бюджетних коштів відкрито перший у районі державний дитячий садок..
1930 року засновано районну газету «Прапор колгоспника» (тепер — «Перемога»).
На початку 1931 року організована Попільнянська МТС.
1934 року в Попільні відкрито семирічну школу.
1935 року в Попільні почав діяти перший радіовузол на 250 точок. Того ж року розпочав роботу районний будинок культури. Впродовж 1935–1937 рр. відкрито дві бібліотеки, книжковий фонд яких наприкінці 1938 року налічував 11 тисяч томів.
З вересня 1937 року Попільня стала частиною новоутвореної Житомирської області. 1938 року Попільню віднесено до категорії селище. У ній проживало тоді 1 700 чоловік.
1937 року при Попільнянській МТС створено жіночу тракторну бригаду, яку очолила комсомолка Л. М. Курілець. Попільнянська МТС 1939 року стала учасником Всесоюзної сільськогосподарської виставки, її було нагороджено дипломом 1-го ступеня та премійовано легковим автомобілем. 1940 року МТС нагороджено орденом Трудового Червоного Прапора. У селищі станом на цей рік працювало 5 магазинів та 6 ларків. Необхідну медичну допомогу жителям району надавало 35 медичних працівників районної лікарні. Житлова площа селища Попільні 1940 року порівняно з 1923 роком зросла вдесятеро.

#### Німецько-радянська війна
12 липня 1941 року поблизу Попільні відбувся бій з ворожими танками 73 лейтенантів-випускників Саратовського військового училища, всі вони загинули.
14 липня 1941 — зведений 94-й Сколівський (м. Сколе Львівська обл.) прикордонний загін (командир І. Середа, політрук М. Колісниченко), який був перекинутий до станції Попільня щоб зупинити просування ворога до Києва, вів нерівний бій з танковою колоною ворога біля Попільні. У бою загинуло 152 бійці.
Група Середи спочатку зайняла оборону на висоті «Кругляк» (урочище Левада). На прикордонників рушила ціла армада танків, бронетранспортерів, автомашин з піхотою. По ним ударили артилеристи капітана Юдіна, замаскувавшись по сусідству. Дорога виявилася перекритою. Гуркітлива техніка стала сповзати на пшеничне поле, піхота розосередилася, ховаючись від вогню. З ходу подолати опір захисників «Кругляка» і увірватися до Попільні ворогові не вдалося.
Біля залізничної станції Попільня стояв ешелон з пораненими. Капітан Середа знайшов серед своїх бійців машиніста і той під прикриттям вогню успішно доправив ешелон до Фастова.
Від станції Попільня Середа вирішив відходити двома групами: першу очолив він сам, другу — комісар П. П. Колесніченко. Це дозволило прикордонникам перекатами відійти на намічений рубіж. Отримавши наказ вийти до річки Роставиці біля села Строкова та підготувати новий рубіж оборони, капітан Середа вирушив зі своїми бійцями виконувати поставлену задачу. До села Строків залишалося ще кілометрів зо три, коли з'явилися німецькі танки і піхота. Наступ ворожої піхоти підтримували понад 120 танків. Прикордонники зі зв'язками гранат кидалися під танки, нищили противника вогнем з кулеметів і гвинтівок. До останньої можливості бився разом зі своїми бійцями капітан І. М. Середа. Гранатами він підірвав гітлерівський танк, розстрілював ворога з кулемета. Прикордонники стояли на смерть, але сили були надто нерівні …
У листопаді 1941 року розпочав діяльність Попільнянський підпільний райком партії. 22 березня 1942 року розпочалися арешти, допити і тортури підпільників у селищі Попільня. 26 березня о п'ятій годині ув'язнених погнали босими по снігу, колоною до місця страти в район залізничної станції. У той день було повішено та розстріляно 15 підпільників.
Вперше від німців Попільня була звільнена 10 листопада 1943 р. під час запеклих наступальних боїв. Проте, гітлерівці незабаром перейшли в контрнаступ і знову захопили селище. У ті дні героїчний подвиг у боях за Попільню здійснив командир вогневого взводу 1453-го самохідного артилерійського полку лейтенант Петро Фомічов. Його підрозділ розгромив ворожу колону, знищивши 28 автомашин і 80 солдатів. Відбиваючи атаку ворожих танків у районі залізничної станції, Фомічов підпустив на близьку відстань 2 ворожі танки і особисто підпалив їх. У бою він був смертельно поранений. 1944 р. йому було посмертно присвоєно звання Герой Радянського Союзу.
26 грудня 1943 року війська 1-го Українського фронту під командуванням генерала армії Ватутіна розпочали наступ проти німецьких військ, розташованих південніше Радомишля з метою забезпечення правого флангу головного ударного угруповання фронту. На її лівому фланзі 40-ва армія, після завершеного напередодні успішного обходу вузла опору супротивника в Корнині, розгорнула свою ударну групу в південно-східному напрямку і просувалася на Білу Церкву. За три дні наступу військами звільнено понад 150 населених пунктів. У боях розгромлені чотири танкових дивізії німців, у тому числі танкова дивізія СС «Райх» і шість піхотних дивізій.
На той час війська 38-ї армії (командир — генерал-полковник К. С. Москаленко) та 1-ї гвардійської танкової армії (командир — генерал-лейтенант М. Ю. Катуков) під час проведення Житомирсько-Бердичівської наступальної операції, зустрічаючи слабкий опір, просунулися більш ніж на 20 км, звільнили станцію Попільня і перерізали залізницю, що сполучає Фастів і Козятин.

### Від повоєнних років до наших днів
Через тиждень після звільнення Попільні інженерні частини наступаючих радянських військ за активної допомоги мешканців селища відбудували колійне господарство і відновили рух на залізниці.
Наприкінці січня 1944 року в селищі розпочала роботу медамбулаторія, організована за допомогою пересувного військового госпіталю, у лютому — семирічна школа.
У березні 1955 р. в клубі Попільнянської МТС встановили перший телевізор «Т-2 Ленінград».
За переписом 1959 року в Попільні проживало 2 631 особа.
1 серпня 1961 р. у Попільні створена редакція місцевого радіомовлення, очолював її Г. Ф. Грінченко.
Протягом 1961–1963 рр. електрифіковано і переведено на електровозну тягу залізницю, через станцію Попільня почали курсувати електропоїзди.
1962 року було розпочате спорудження декількох двоповерхових будівель. Серед них — восьмиквартирний будинок навпроти базарної площі, комбінат побутового обслуговування (збудований у червні 1983 р.), де розмістились шевська та кравецька майстерні, перукарня, фотоательє; а також, будинок нового готелю. Заклали фундамент під двоповерховий будинок дитячого садка.
З 1 січня 1962 р. в районному кінотеатрі демонструвались широкоекранні художні та документальні фільми, а 1963 р. відкрито новий книжковий кіоск.
Протягом 1965-1966 років у селищі Попільня запрацювала їдальня, продовольчий та меблевий магазини, а 1969 року почала діяти типова міжрайонна торгівельна база. 1966 року в Попільні споруджено великий консервний завод із сезонною продуктивністю 5 млн банок фруктових та овочевих консервів 40 найменувань.
З 1961 по 1970 рр. у Попільні споруджено близько 300 нових житлових будинків, зокрема 25 багатоквартирних за державні кошти. У центрі Попільні зведено кінотеатр «Колос» із залом на 314 місць, двоповерхове приміщення вузла зв'язку. 1970 року збудований двоповерховий універмаг «Ювілейний». У жовтні 1972 р. в Попільні став до ладу завод по виготовленню гарячого асфальту. З 1970-тих років розпочинається газифікація приватного житла в селищі. 1976 року в районі створюється міжрайонне управління експлуатації газового господарства. У червні 1980 р. у Попільні закладено фундамент першого в районі п'ятиповерхового будинку на 30 квартир.
1992 року в Попільні були здані в експлуатацію 95-квартирний п'ятиповерховий житловий будинок і чотириквартирний будинок для вчителів.
2004 року було збудоване та здане в експлуатацію приміщення районного центру зайнятості.
2011 року в селищі відкрито музей воїнів-афганців.

## Економіка
У Попільні в радянські роки функціонували наступні підприємства:
- хлібозавод;
- цех по виготовленню безалкогольних напоїв;
- консервний завод;
- маслозавод;
- асфальтний завод;
- комбікормовий завод (с. Попільня);
- підприємство «Міжколгоспбуд»;
- підприємство «Райсільхозхімія»;
- підприємство «Сільхозтехніка»;
- Попільнянський держлісгосп;
- автотранспортне підприємство;
- хлібоприймальне підприємство;
- дорожно-будівельна організація;
- район електромереж (РЕМ);
- управління експлуатації газового господарства (УЕГГ);
- комбінат побутових послуг;
- підприємство Комунгосп;
- районна типографія;
- вузол електрозв'язку;
- вузол поштового зв'язку;
- цех інкубації СГП «Жовтневий».

Нині працюють ДП «Попільнянське лісове господарство» — виробляє деревину в круглому вигляді та продукції деревообробки; ВАТ «Попільнянський спецкар'єр» (с. Миролюбівка): виробництво щебеневої продукції; ЗАТ «Комбікормовий завод»: виробництво комбікорму; дочірнє підприємство ТОВ «Моноліт» Попільнянський консервний завод виробляє м'ясні та овочеві консерви. Також, функціонують районні державні підприємства: Райавтодор, РЕМ, УЕГГ, «Укртелеком», «Укрпошта» тощо.
У Попільні відкриті відділення наступних банків: «Райффайзен Банк Аваль»; «Приватбанк»; «Ощадбанк України», «Crédit Agricole».
Малий бізнес сконцентрувався в-основному в сфері торгівлі, громадського харчування та сфері послуг. Відкрито велику кількість нових магазинів, кафе-бари, салони краси, мотель, автозаправні станції, СТО тощо. Тричі на тиждень працює Попільнянський ринок, який став місцем роботи для великої кількості населення селища.

## Населення
За даними перепису населення СРСР 1939 року чисельність населення становила 1 770 осіб, з них українців — 1 537, росіян — 66, німців — 1, євреїв — 129, поляків — 19, інших — 18.
Згідно з даними історичних джерел (позн. *), переписів (позн. **) та оцінками чисельності мешканців, населення Попільні в різні роки становило:
| 1900* | 1920* | 1938* | 1939** | 1959** | 1970** | 1979** | 1989** | 2001** | 2008  | 2009  | 2010  | 2011  | 2012  | 2013  | 2014  | 2015  | 2016  | 2017  | 2025  |
| ----- | ----- | ----- | ------ | ------ | ------ | ------ | ------ | ------ | ----- | ----- | ----- | ----- | ----- | ----- | ----- | ----- | ----- | ----- | ----- |
| 106   | 300   | 1 700 | 1 770  | 2 631  | 4 281  | 5 208  | 6 238  | 6 109  | 6 068 | 6 070 | 6 055 | 6 028 | 5 998 | 6 006 | 5 987 | 5 959 | 5 915 | 5 830 | 5 200 |

### Мова
Розподіл населення за рідною мовою за даними перепису 2001 року:
| Мова            | Кількість | Відсоток |
| --------------- | --------- | -------- |
| українська      | 5912      | 96.78%   |
| російська       | 159       | 2.60%    |
| вірменська      | 33        | 0.54%    |
| білоруська      | 4         | 0.06%    |
| інші/не вказали | 1         | 0.02%    |
| Усього          | 6109      | 100%     |

## Транспорт

### Залізничний транспорт

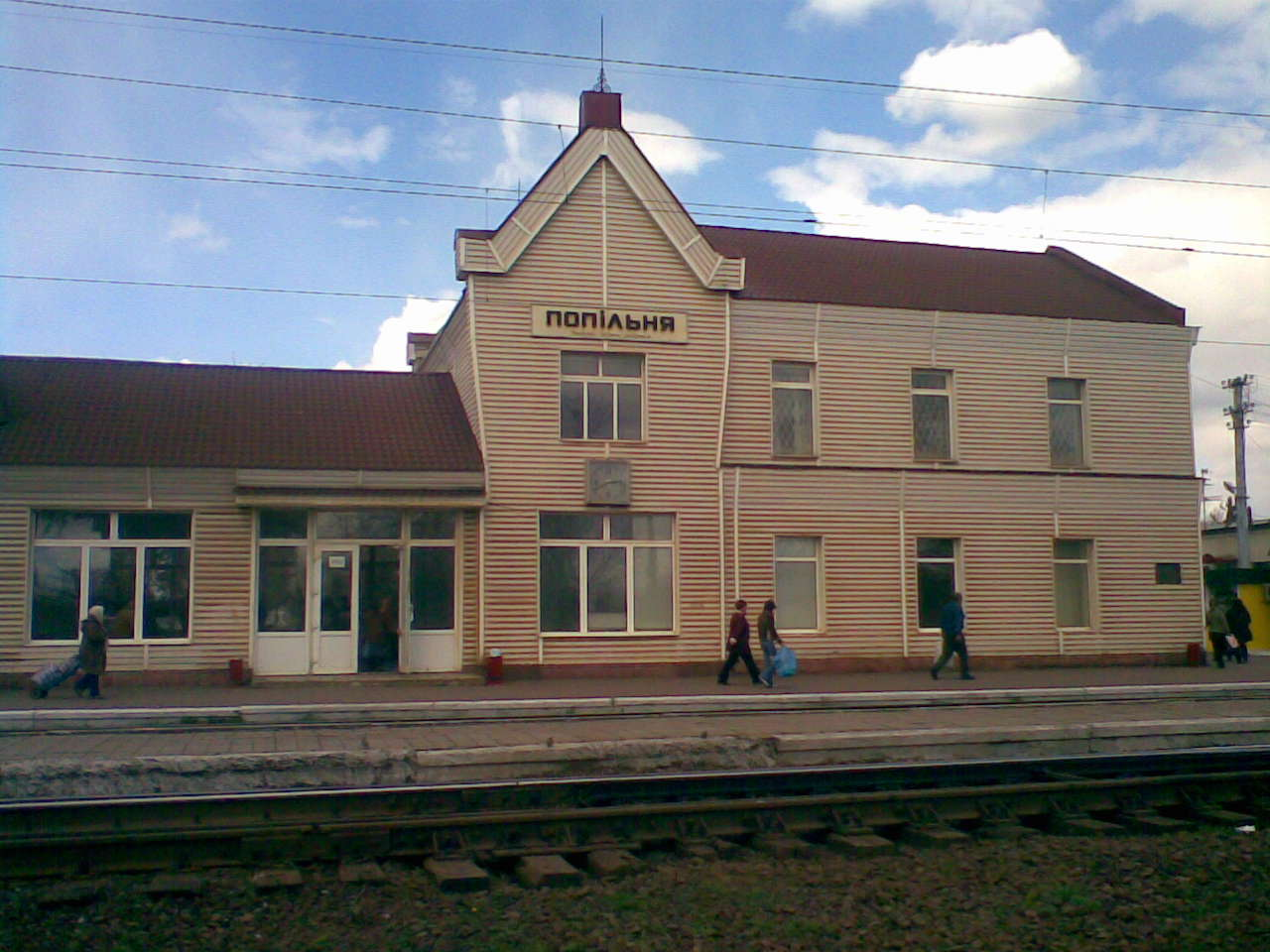
Залізничний вокзал

Через селище проходить двоколійна електрифікована залізнична лінія напрямку Фастів — Козятин Козятинської дирекції Південно-Західної залізниці, на якій розміщується однойменна станція Попільня.
Через станцію пролягають основні маршрути вантажоперевезень, котрі з'єднують схід і столицю України з Заходом та Півднем країни, з основними портами та сусідніми державами.
На цій лінії налагоджено пожвавлений рух приміських електропоїздів до Києва, Фастова, Козятина (маршрути сполученням Київ — Козятин). Тому багато мешканців Попільні їздять на роботу до найближчих більших міст приміськими електропоїздами, користуючись місячними проїзними квитками.
На станції зупиняються також прискорені електрички до Хмельницького, Шепетівки, Рівного, Жмеринки, Шостки. Водночас нічні поїзди (окрім одного) на станції не зупиняються, для посадки на них потрібно їхати електричкою до Козятина, Фастова або Києва.
Також, від станції відходять ще дві залізничні гілки: 30-кілометрова до райцентру Київської області міста Сквири та промислова гілка до цукрового заводу ТОВ «Сігнет-Центр» у селі Андрушки. Обидві гілки використовуються досить рідко та лише для вантажних перевезень. Приміський пасажирський рух на них відсутній (хоча протягом 1980--тих років до Сквири деякий час курсував поїзд).

### Автомобільний транспорт
Через смт Попільня проходять такі автошляхи:
- Регіональна автомобільна дорога Р18 «Житомир — Сквира — Володарка — Ставище»;
- Територіальна автомобільна дорога Т 0611 «Ставище — Брусилів — Попільня»[40]
- Місцеві автомобільні дороги районного значення, які з'єднують Попільню з селом Миролюбівка та деякими об'єктами народного господарства

Селище Попільня зв'язане регулярними автобусними маршрутами з обласним центром Житомиром, з сусідніми районними центрами Ружином, Брусиловом та Андрушівкою Житомирської області і Сквирою та Білою Церквою Київської області, а також практично з усіма селами Попільнянського району.

## Релігійні заклади

Свято-Миколаївська церква

У селищі діє Свято-Миколаївська церква Православної церкви України.
Общину, що поклала початок спорудженню Свято-Миколаївської церкви, було створено 1993 року. Тоді ж на прохання вірян і за сприяння представника Президента в Попільнянському районі Мар'яна Талька було виділено земельну ділянку під забудову та закладено перший камінь у фундамент нової церкви.
На Покрову 1994 року перше богослужіння відбулося у пристосованому приміщенні — колишньому актовому залі РЕМу. А вже на Великдень наступного року відкрили нову церкву. 29 травня 2022 року громада ухвалила рішення вийти з Московського патріархату й перейти до Православної церкви України.
Також у селищі діє кілька громад протестантських церков, котрі мають свої молитовні будинки.

## Заклади охорони здоров'я
У післявоєнні роки в селищі Попільня виникає Райздрав — керівний орган охорони здоров'я району; функціонує лікарська амбулаторія, працюють два лікарі-терапевти, лікар стоматолог. 1957 року в селищі організовується районна лікарня на 50 ліжок, яка 1975 року розширюється до 100 ліжок завдяки побудові нового двоповерхового корпусу.
1990 року було здано в експлуатацію триповерховий корпус поліклініки, а з 1991 р. — п'ятиповерховий корпус стаціонару.
У лікарні функціонує 8 відділень (приймальне, пологове, терапевтичне, хірургічне, гінекологічне, реанімаційне, дитяче, інфекційне), денний стаціонар.
У Попільні функціонують чимало аптек різних форм власності, котрі забезпечують мешканців селища лікарськими засобами.

## Спорт
У Попільні діє стадіон «Колос», відкритий після реконструкції 3 вересня 2011 р. На ньому відбуваються різноманітні спортивні змагання як районного, так і обласного рівня. Попільнянська футбольна команда постійно бере участь у футбольних чемпіонатах району та області. 1990 року на цьому стадіоні відбувся матч між ветеранами київського «Динамо» 1960-70 років та футбольною командою з Попільні «Зоря».
Також, з 1999 року діє Дитячо-юнацька спортивна школа, де учні мають можливість займатися різноманітними видами спорту — футболом, баскетболом, волейболом, гандболом, шахами, легкою атлетикою тощо.

## Навчальні заклади
Попільнянський ліцей.
У Попільні діє Попільнянський ліцей (раніше — Попільнянська гімназія №1; Попільнянська середня школа № 1). Старі одноповерхові приміщення школи були відкриті 1952 року. Триповерхове приміщення гімназії було збудоване протягом 1977—1978 рр. У гімназії діють спортивний зал, актовий зал, кабінети різноманітних дисциплін (хімії, географії, біології тощо), комп'ютерні класи, класи трудового навчання, допризовної підготовки юнаків, їдальня; поблизу школи розміщено спортивні майданчики, стадіон, майданчики для навчання водіння автомобіля. Школа розрахована на навчання не менше 1 200 учнів.
У Попільнянській музичній школі з 1967 року всі охочі можуть оволодіти навичками гри на різноманітних музичних інструментах (клавішних, струнних, духових).
Також у селищі діють 3 дошкільні навчальні заклади (дитсадочки): «Сонечко» (побуд. 1971 р.), «Чебурашка» (1980 р.) та «Берізка» (1991 р.).

## Культура
У Попільні функціонує районний Будинок культури. При ньому працюють районні колективи художньої самодіяльності. Впродовж 1970-х рр. працювали 10 колективів художньої самодіяльності, у яких брало участь понад 250 осіб. Ці колективи неодноразово ставали лауреатами різноманітних республіканських та обласних конкурсів.
Також, при Будинку культури працюють районні бібліотеки для дорослих та дітей. 1973 року книжковий фонд бібліотек селища нараховував 52 тисячі книг.

## Перейменування вулиць у Попільні
З метою вшанування загиблих Небесної сотні під час Євромайдану в Києві 2014 р. вулицю Радянську в смт Попільня було перейменовано на вулицю Героїв Майдану.
Протягом 2014—2015 рр. у Попільні було перейменовано низку вулиць та провулків на честь героїв-попільнянців, котрі загинули під час Війни на сході України:
| Стара назва          | Нова назва             |
| -------------------- | ---------------------- |
| вул. Суворова        | вул. Романа Щербатюка  |
| вул. Першотравнева   | вулиця Віталія Шайдюка |
| пров. Першотравневий | пров. Віталія Шайдюка  |
| пров. Медиків        | пров. Ігоря Юрченка    |

У рамках виконання Закону України «Про засудження комуністичного та націонал-соціалістичного (нацистського) тоталітарного режимів та заборону пропаганди їхньої символіки» (№ 317-VIII), у смт Попільня 2015 року було проведене перейменування вулиць та провулків. Нижче поданий перелік старих та нових назв, затверджених рішенням № 991 56 сесії VI скликання Попільнінської селищної ради від 16.10.2015 р.:
| Стара назва                     | Нова назва          |
| ------------------------------- | ------------------- |
| вул. Будьонного                 | вул. Південна       |
| вул. Калініна                   | вул. Київська       |
| пров. Калініна                  | пров. Київський     |
| вул. Фрунзе                     | вул. Залізнична     |
| вул. Фурманова                  | вул. Житня          |
| пров. Фурманова                 | пров. Житній        |
| вул. Чапаєва                    | вул. Вишнева        |
| пров. Чапаєва                   | пров. Вишневий      |
| вул. Жовтнева                   | вул. Сонячна        |
| вул. Якіра (№ будинків 1, 2, 3) | вул. Промислова     |
| вул. Якіра (від № 4 і до кінця) | вул. Велика Польова |
| вул. Щорса                      | вул. Каштанова      |
| пров. Щорса                     | пров. Каштановий    |
| пров. Дзержинського             | пров. Фомічова      |

## Пам'ятники та визначні місця Попільні
- Братська могила воїнів, які полягли, визволяючи Попільнянщину 1943 року та підпільників, розстріляних 26 березня 1942 року (північна частина старого кладовища, пам'ятний знак воїнам встановлено в 1954 році, підпільникам — 1987 році).
- В. І. Леніну (встановлено в 1958 році — знесено в 2014 році). На його місці було встановлено пам'ятник Небесній Сотні;
- Пам'ятний знак Герою СРСР П. І. Фомічову (встановленов 1967 році);
- Воїнам-односельчанам, що загинули під час Німецько-радянської війни 1941–1945 років (встановлено в 1967 році);
- Братська могила 26-ти воїнів прикордонників 94-го прикордонного загону, котрі загинули під Попільнею 14 липня 1941 року (західна частина старого кладовища, обеліск встановлено в 1968 році);
- Пам'ятне місце бою прикордонників 94-го прикордонного загону (пам'ятний знак встановлено в урочищі Левада у 1970 році);
- Воїнам землякам, що загинули під час воєнних дій у республіці Афганістан (встановлено в 2006 році);
- Жертвам Голодомору 1932—1933 рр. (відкрито 20 листопада 2007 року);
- Державний Прапор України (встановлено 14 жовтня 2008 року);
- Пам'ятник-погруддя Т. Г. Шевченку (встановлено 19 серпня 2011 року);
- Пам'ятний знак Героям Небесної сотні (відкрито 15 грудня 2016 року[51][52]);
- Пам'ятний знак «Жертвам Чорнобильської катастрофи» (відкрито 14 грудня 2019 року[53]).

Пам'ятник Т. Г. Шевченку
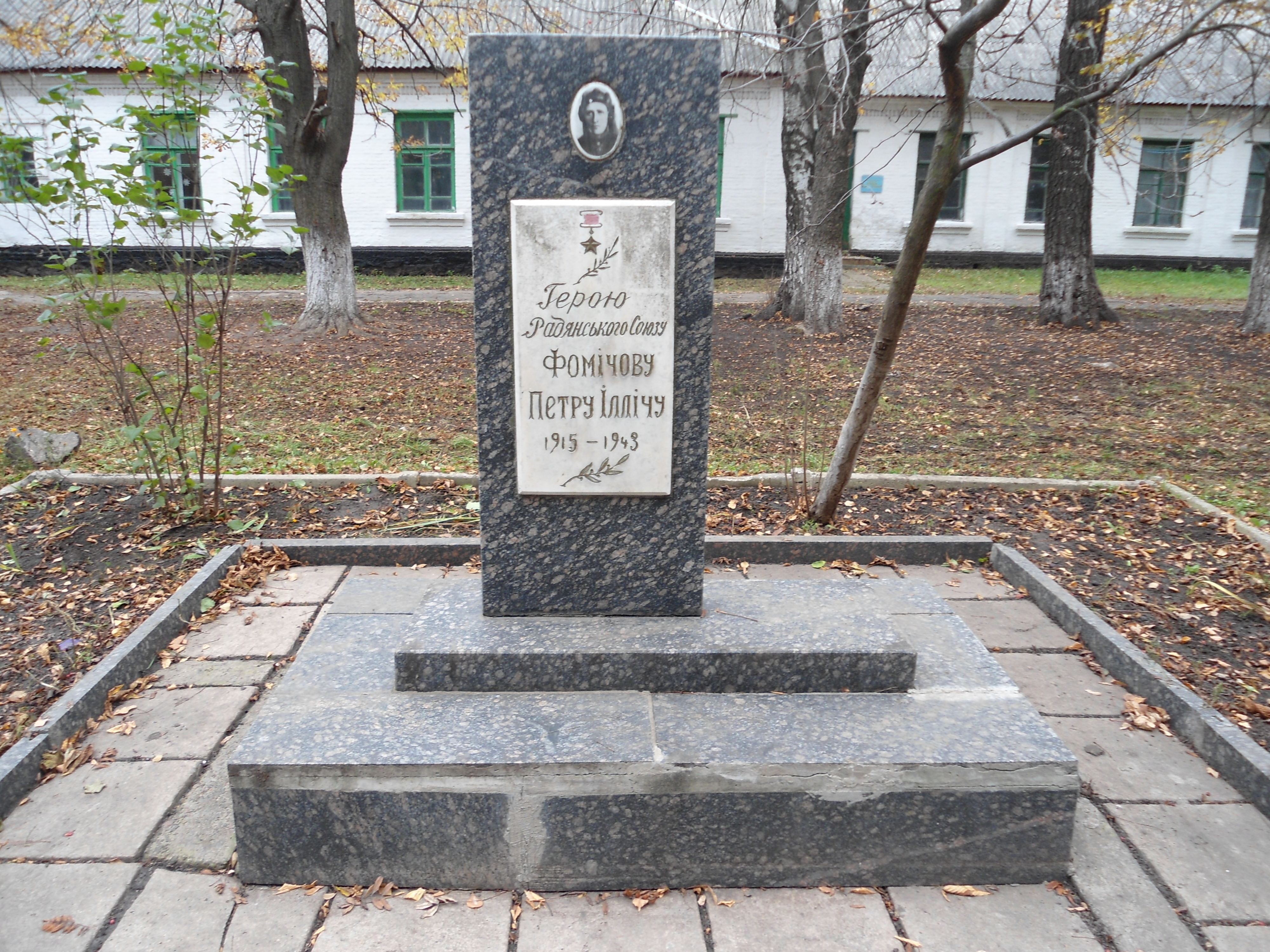
Пам'ятний знак П. Фомічову
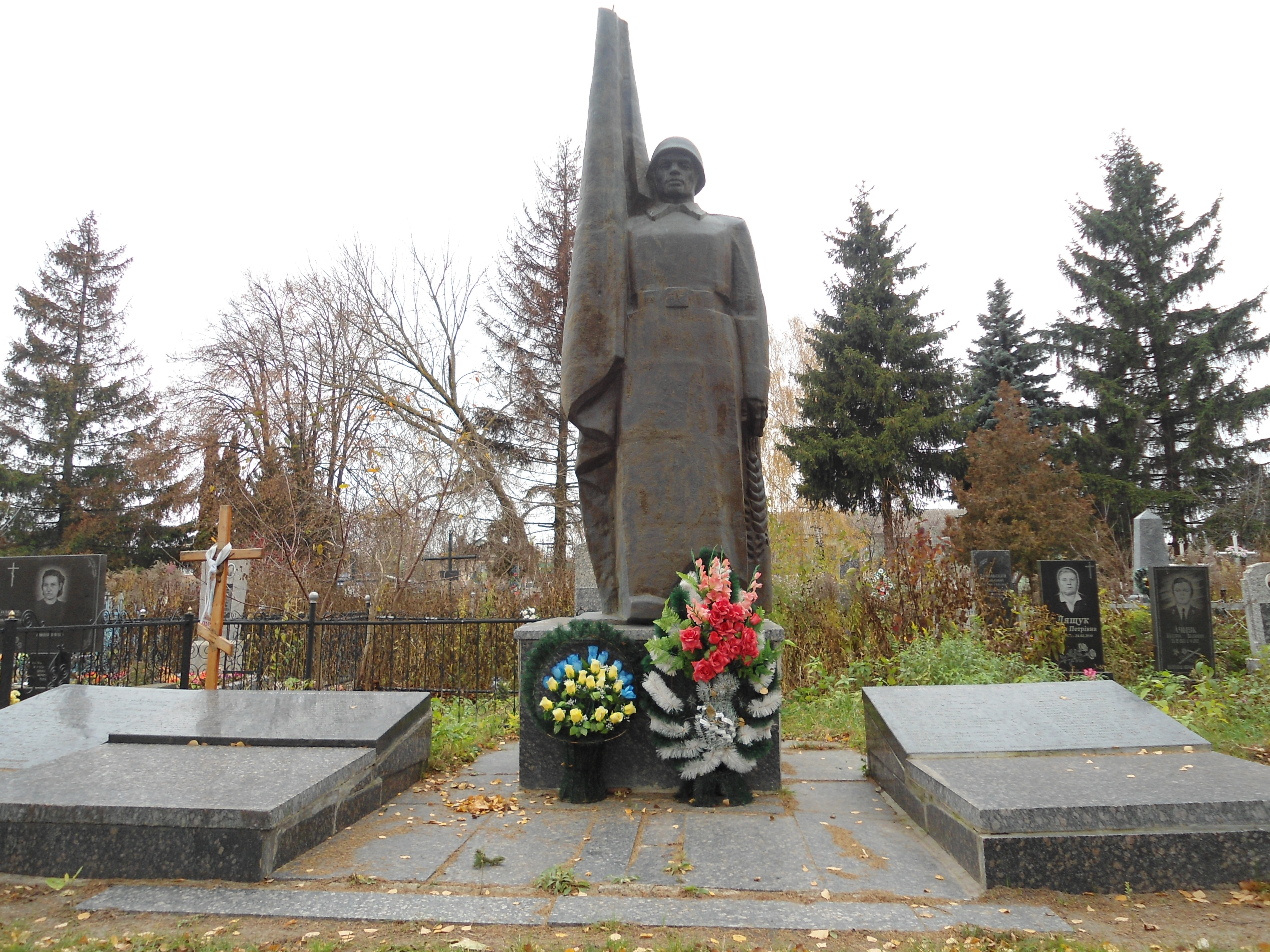
Братська могила
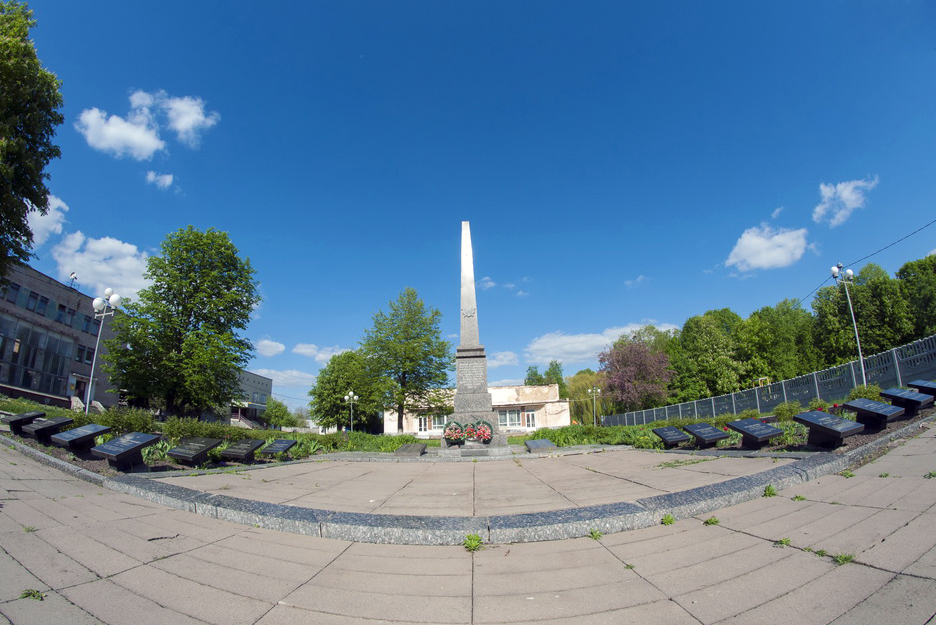
Пам'ятник воїнам-односельчанам

## Цікаве про Попільню

### Попільнянська вулицяу містіКиєві
1944 року на честь смт Попільня було перейменовано вулицю 149-ту Нову в Солом'янському районі міста Києва, яка пролягає від Відрадного проспекту до вул. Новопольової.

### Віктор Ющенко у смтПопільня

Пам'ятник Жертвам Голодомору 1932-1933 рр.

Робоча поїздка Президента відбулася 20 листопада в поминальний тиждень за мільйонами жертв Голодомору 1932—1933 років. Глава держави взяв участь у молебні за загиблими під час Голодомору, а також відкрив пам'ятний знак жертвам Голодомору та політичних репресій у центрі Попільні, поруч зі Свято-Миколаївською церквою. Початок церемонії довелось відтягнути — Президент запізнювався. Приблизно об 11 годині церемонія розпочалася зі свідчень людини, яка пережила голодомор. Ганна Микитівна Биченко, яка все своє життя прожила на Попільнянщині, розповіла про те, яких жахливих страждань завдала ця сталінська акція її землякам. Свідчення очевидиці Голодомору 1932—1933 років слухав Президент України, який стояв поруч з нею. На спомин і вшанування жертв голодомору у Попільні відкрили меморіал. Він виготовлений за ініціативою жителя Попільні Валерія Шипнівського, чотирьох членів родини якого репресовано в роки тоталітарного режиму в Україні. Пам'ятник нагадує роздвоєний гранітний православний хрест, що розколовся від людського горя і біди, з'єднаний з двох сторін світлим хрестом пам'яті нинішнього покоління. Президент не знає де похована його рідня. Далі виступив Президент. Він говорив про непростий процес визнання трагедії Голодомору, не лише світовою, але й українською спільнотою, зокрема деякими політиками. Після промови, Президент разом з новим губернатором області Юрієм Забелою та очевидицею трагедії Ганною Биченко відкрили пам'ятний знак та посадили саджанці калини. Після цього глава держави провів відкритий урок пам'яті «Голодомор 1932—1933 років — геноцид українського народу» для учнів 11 класів Попільнянської гімназії № 1.

### Астероїд «Попільня»
На честь селища було названо відкритий 17 серпня 2006 року в Андрушівській астрономічній обсерваторії астероїд головного поясу 177982 Попільня.

## Персоналії
- Боримчук Михайло Петрович (1926—2013) — український живописець.
- Кваско Микола Зіновійович (нар. 3 грудня 1929) — заслужений працівник промисловості Української РСР, кандидат економічних наук, раціоналізатор.
- Кудря Наталія Іванівна — українська акторка, виступає в Київському національному театрі російської драми ім. Лесі Українки, народна артистка України; мати Голови ВР Дмитра Разумкова.
- Маковський Максим Валерійович (нар. 26 червня 1991) — старший лейтенант Збройних сил України, кавалер ордену Данила Галицького.
- Панчук Май Іванович (1 травня 1937 — 4 серпня 2018) — український учений, дослідник у галузі політичної історії України, проблем етнології та етнополітології.
- Рильський Максим Тадейович (1895–1964) — поет, перекладач, публіцист, громадський діяч.
- Самойлович Іван Самійлович (поч. 1630-х рр. — 1690) — гетьман Лівобережної України (1672–1687)
- Шайдюк Віталій Вікторович (20 грудня 1971 — 2 лютого 2015) — майор 25-го окремого мотопіхотного батальйону «Київська Русь» Збройних сил України, учасник російсько-української війни. Загинув під час Дебальцевського оточення біля села Рідкодуб.
- Щербатюк Роман Олексійович (5 серпня 1990 — 8 серпня 2014) — молодший сержант 26-ї Бердичівської окремої артилерійської бригади, учасник АТО. Загинув близько 1-ї години під час мінометного обстрілу позицій дивізіону в районі міста Амвросієвки (Донецька область).
- Фомічов Петро Ілліч (1915 — 11 листопада 1943) — лейтенант, командир вогневого взводу 1454-го самохідного артилерійського полку, Герой Радянського Союзу (1944). Загинув під час бою в смт Попільня.
- Юрченко Ігор Петрович (7 вересня 1979 — 17 листопада 2014) — солдат Збройних сил України, учасник російсько-української війни. Загинув біля спостережного поста поблизу Новоорлівки під час надання допомоги та евакуації поранених.
- Яненко Микола Михайлович (нар. 7 жовтня 1941) — письменник, автор багатьох збірок оповідань, лауреат літературних премій ім. М. Трублаїні та ім. Лесі Українки.